# یک (کامپایلر)
یَک، (به انگلیسی: Yacc) یکی از برنامه‌های کامپیوتری است که در سیستم عامل یونیکس به کار می‌رود. کلمهٔ یَک، از عبارت Yet AnotherCompiler Compiler گرفته شده‌است. این برنامه، توسط S.C.Johnson در آزمایشگاه Bell توسعه پیدا کرد.
یَک، در واقع بخشی از مراحل کامپایلر است که کد منبع را گرفته و آن را از دید قواعد صرف و نحو مورد بررسی قرار می‌دهد. می‌توان اینطور بیان کرد که گرامر زبان منظم را به آن می‌دهیم و برنامهٔ آن را به زبان برنامه نویسی C می‌سازد که در آن ورودی‌ها با توجه به نقششان در گرامر، تجزیه(parse) می‌شوند.

## بایسون
یکی دیگر از برنامه‌هایی که مشابه یَک عمل می‌کند، بایسون (به انگلیسی :Bison) است که سند (به انگلیسی:License) آن، رایگان و استفاده از آن برای عموم آزاد است.

## استفاده از هر دو برنامهٔ لکس و یَک
عموماً Lex (فاز اول کامپایل کردن یک برنامه) و یَک در کنار یکدیگر مورد استفاده قرار می‌گیرند. چون لکس به ماشین تعیین‌پذیر حالات متناهی (به انگلیسی:DFA) محدود می‌شود، بنابراین آن رشته‌های ورودی، که لکس با استفاده از عبارات منظم قادر به تجزیهٔ آن‌ها نیست، یَک با استفاده از یک دستور زبان منظم، آن‌ها را تجزیه می‌کند، با این حال، یَک قادر به دریافت رشته از ورودی نمی‌باشد و به مجموعه‌ای از توکنها احتیاج دارد. غالباً لکس برای تأمین توکن‌های مورد نیاز یَک، مورد استفاده قرار می‌گیرد.

## ساختار یَک
برنامهٔ یَک شامل یک فایل ورودی به فورم زیر است:
```
  
خصوصیات تجزیه کننده
```

```
  %%
```

```
  
نقش‌های گرامر
```

```
  %%
```

```
  
زیرروال برنامهٔ سی
```

- قسمت اول: شامل لیستی از توکن هاست که توسط تجزیه‌کننده و معیارهای نشانه‌های شروع گرامر پیش‌بینی شده‌است. شرکت پذیری عملگرها و اولویت آن‌ها هم در این قسمت یَک گنجانده شده‌اند. این خصیصه انعطاف‌پذیری بیشتری به انتخاب گرامرهای منظم می‌دهد.

توجه:عملگرهای افزایشی و کاهشی (جمع و تفریق، ضرب و تقسیم)، شرکت پذیری چپ دارند و اولویت کمتری نسبت به توان دارند.
توجه:توان، شرکت پذیری راست و اولیت بیشتری دارد.
به عنوان مثال:
```
   
%
 
start
   
program

   
%
 
token
   
LET
 
INTEGER
 
IN

   
%
 
token
   
SKIP
 
IF
 
THEN
 
ELSE
 
END
 
WHILE
 
DO
 
READ
 
WRITE

   
%
 
token
   
NUMBER

   
%
 
token
  
IDENTIFIER

   
%
 
left
  
’-’
  
’+’

   
%
 
left
  
’*’
  
’/’

   
%
 
right
  
’ˆ
 
’

   
%%
 

   
قسمت
 
دوم

    
%%
 

   
قسمت
 
سوم

```

- قسمت دوم :شامل دستور زبان‌های منظم برای زبان‌های مختلف است. هر قسمت، توسط سمی کالن از سایر قسمت‌ها جدا می‌شود. نشانهٔ =..  (فرم بکوس-نائور- به انگلیسی:BNF) با : جایگزین می‌شود.

توجه : قسمت‌های خالی، را خالی در نظر می‌گیریم.
توجه :متوجه می‌شویم ساده کردن گرامر منظم نیازمند جدا کردن اولویت‌ها از گرامرها است.
برای مثال:
```
   
قسمت
 
اول

    
%%
 

    
program
  
:
   
LET
 
declarations
 
IN
 
commands
 
END
 
;

    
declarations
  
:
   
/*
 
empty
 
*/
  
|
 
INTEGER
 
id
 
seq
 
IDENTIFIER
 
’.
 
’
   
;

    
id
 
seq
 
:
 
/*
 
empty
 
*/
   
|
 
id
 
seq
 
IDENTIFIER
 
’,’
    
;

    
commands
 
:
 
/*empty
 
*/
 
|
 
commands
 
command
 
’
;
’
  
;

   
command
 
:
 
SKIP
  
|
 
READ
 
IDENTIFIER
  
|
 
WRITE
 
exp

          
|
IDENTIFIER
 
ASSGNOP
 
exp

          
|
IF
 
exp
 
THEN
 
commands
 
ELSE
 
commands
 
FI

          
|
 
WHILE
 
exp
 
DO
 
commands
 
END
  
;

    
%%
 

   
قسمت
 
سوم

```

- قسمت سوم: شامل کد زبان سی آن است.

باید تابع یکنواخت ()main وجود داشته باشد که تابع ()yyparse را صدا زند.
تابع ()yyerror برای گزارش خطاهای ایجاد شده به کار می‌رود.
نمونهٔ ساده‌ای از استفادهٔ توابع ()main و ()yyerror را می‌بینیم:
```
   
قسمت
 
اول

    
%%
 

   
قسمت
 
دوم

    
%%
 

   
main
(
int
 
argc,
 
char
 
*argv
[])

   
{

      
extern
 
FILE
 
*yyin
;

      
++argv
;
 
−−argc
;

      
yyin
 
=
 
fopen
(
argv
[
۰
]
,
 
”r”
)
;

      
yydebug
 
=
 
1
;

      
errors
 
=
 
0
;

      
yyparse
()
;

   
}

   
yyerror
 
(
char
 
*s
)

   
{

      
printf
 
(
”%s
\n
”,
 
s
)
;

   
}

```

## کد برای اجرای یَک یا بایسون
بسته به اینکه از بایسون استفاده می‌کنید یا یَک، از کد پایین برای کامپایل برنامه استفاده می‌شود:
در یَک:
```
    
yacc
 
-vd
 
file.y

```

در بایسون:
```
    
bison
 
-vd
 
file.y

```

وقتی این کد را تایپ می‌کنید، در واقع دو فایل با پسوندهای file.tab.h و file.tab.c از فایلی که قبلاً نوشته بودید، ساخته می‌شود.
file.tab.h: شامل لیستی از توکن‌هایی است که اسکنر آن‌ها را از فایل خوانده است.
file.tab.c: تابع ()yyparse را در برنامهٔ سی می‌خواند.